# Aloeides kiellandi
Aloeides kiellandi är en fjärilsart som beskrevs av Robert H. Carcasson 1961. Aloeides kiellandi ingår i släktet Aloeides och familjen juvelvingar. Inga underarter finns listade i Catalogue of Life.